# Unión Cordobesa
Unión Cordobesa (UCOR) fue un partido político creado en Córdoba por Rafael Gómez Sánchez en el año 2011 con el objetivo de presentarse a las elecciones municipales de 2011 en Córdoba. En diciembre de 2010 se conoce la intención de Rafael Gómez de presentar un partido político en los siguientes comicios municipales. En las municipales de 2011 con 24.805 votos se convierte en la segunda fuerza política de Córdoba por detrás del Partido Popular, obteniendo 5 ediles.
En las elecciones municipales de 2015 Unión Cordobesa pierde cerca de 15 000 votos respecto a las anteriores elecciones, obteniendo sólo un concejal en el Ayuntamiento de Córdoba. Rafael Gómez renuncia a su acta de concejal, sucediendo el cargo su sobrino Rafael Carlos Serrano Haro.
Su creador, Rafael Gómez, es un conocido empresario que actualmente se enfrenta a un juicio por 11 delitos contra la Hacienda Pública por los que la Fiscalía pide 44 años de cárcel.